# Lederer Ábrahám
Lederer Ábrahám (Libochovitz (Csehország), 1827. január 9. – Budapest, 1916. szeptember 17.) pedagógus, tanügyi író, képzőintézeti igazgató.

## Életútja
Léderer József és Gundelfinger Jozefa fia. Az 1831-ben dühöngő kolerában elveszítette édesatyját; legidősebb bátyja nevelte és szülőföldjén járt iskolába. 1840-ben Prágába küldték, ahol az akkori IV. iskola két évfolyamát elvégezte. 1843-ban Teplitzben mint segédkönyvvezetőt alkalmazta egy nagykereskedő, de ezen hivatás nem felelt meg hajlamainak és nevelősködött 1846-ig. Ekkor ismét Prágába ment és három évig az egyetemet látogatta. 1849-1850-ben ismét nevelő volt Habern báró házánál Prágában. 1850-1851-ben a prágai tanítóképző-intézetben tanult. 1852-ben mint házi nevelő működött Mährisch-Neustadtban és mellékesen a természettudományokat tanulmányozta. 1853-ban Lundenburgban mint altanítót alkalmazták.
1854-ben meghívást kapott Tatára (Komárom megye) mint igazgató-tanító; itt időzése alatt az iskola főiskolai címet szerzett. Itt adta ki az első népiskolai Értesítőt és itt létesítette a nőegyletet a leányok kézimunka tanítására való felügyelet és a szegény tanulók felruházása céljából. Itt fogott hozzá a magyar nyelv elsajátításához. 1857-ben a magyar helytartótanács ajánlatára gróf Thun Leó közoktatási miniszter az akkor életbe léptetett pesti izraelita mintaiskolánál mint tanítót, 1858-ban pedig mint mintaiskolai tanítóképző-igazgatót alkalmazta. 1860-tól 1864-ig mint tanár és igazgató a pesti egyetemet látogatta. 
A pesti országos izraelita tanítóképző-intézetet a tanári testülettel együtt szervezte és az országos magyar izraelita tanító-egyesület tanártársaival együtt létesítette és eleinte ő vezette; a tanítóképző növendékek részére segélyalapot teremtett; az országos pedagógiai múzeum életbeléptetéséhez az első alapot megvetette. Molnár Aladárral és Mayer Miksával az országos nőiparegyesület megalakulásához hozzájárult; megpendítette a szünidei gyermektelep eszméjét. 
1869-ben a magyar kormány megbízta a népiskolai magyar olvasó és tankönyvek németre való átdolgozásával és kinevezte az állami tanítóképző-intézetek igazgatótanárává és az országos közoktatási tanács tagjává. 1882-ben a hazai tanítók megünnepelték budapesti működésének 25 éves jubileumát, midőn arany tollat nyújtottak át neki. 1889-ben nyugdíjba léptekor a tanítóképző-intézet igazgatótanácsa szintén arany tollat nyújtott át neki érdemei méltánylásául. 1897. január 9-én az országos izraelita tanító-egyesület születésének 70. évfordulóját ünnepelte a kormány, az elöljáróság és számos egyesület képviselőinek jelenlétében. Több országos, megyei tanító-egylet és más jótékony-egylet tiszteletbeli tagja.

## Írásai
Cikkei az alábbi lapokban jelentek meg
- Jüdische Volkschule (1863. Die Bibel, die Naturwissenschaften und die Geschichte als Leitsterne der Paedagogik)
- Népnevelők Lapja (1869. Erkölcstan a népiskolában, 1875. A lélek psychologiájának physikája, 1881. Történelmi visszapillantás a természetrajzi oktatásra hazánkban 200 év előtt, 1882. Az én paedagógiai rendszerem)
- Országos középiskolai Tanáregylet Közlöny (1873-74. A természettudományok befolyása az ember erkölcsi nevelésére)
- Néptanítók Lapja (1875. A takarékpénztárak az iskolában, 1876. Adatok a «Harag» c. olvasmányhoz, Nevelés és embertan, 1877. Összehasonlítás, 1885. Mit kell a tanítónak minden oktatási órában tekintetbe vennie)
- Magyar Paedagógiai Szemle (1880. Magyarország hires férfiai és az iskola, 1885. Emlékezés dr. Kehr Károlyra, Miképpen kell valamely országos kiállításban kiállítani? A lélektan története, 1886. Emlékbeszéd Mayer Miksa fölött)
- Nemzeti Nőnevelés (1883. A boldogságról, Az álom, 1884. Szó és tett, A nyelvtanítás módszere, 1885. Az öröklés, Az associális publikálás és motiválás, 1885. A közmondások az iskolában)
- Izraelita Tanügyi Értesítő (1886. A népiskolai közegészségügy az iskolában, 1889. Jellemképzés, 1891. A fájdalom mint nevelő, 1892. Gyermekek iránti szeretet, A kedély nevelése, Neveljünk háladatosságra, Az élet-komolyságra való nevelés, Comenius Ámos János, 1894. A kisértés, 1895. Felolvasásokról. Az iskola belső életének szervezete, a II. országos és egyetemes tanügyi congressus összes ülésein tárgyalt tétel)

Munkatársa volt még a Magyar Tanügynek, a pécsi Néptanodának, a Magyar Zsidó Szemlének és az Országos Tanáregylet Közlönyének is.

## Munkái
- Heimatskunde vom Kronlande Ungarn. Ein geographisches Lehr- und Lesebuch für Schüler der oberen Volksschulklassen und Wiederholungsschulen. Mit 2 Karten. Pest, 1859 (ford.)
- Erziehungslehre für izr. Ältern, Lehrer und Lehramtszöglinge (Pest, 1856)
- Leitfaden zu dem deutschen ABC- und Lesebuch für Lehrer hearbeitet nach Paul Gönczy (Pest, 1870)
- Methodischer Leitfaden zum deutschen Sprachunterrichte in der I., II. Volksschulklasse, nach Ladislaus Nagy bearbeitet (Budapest, 1873)
- Deutsches ABC und Lesebuch für die I. Volksklasse bearbeitet nach Paul Gönczy. Budapest, 1875 (Volksschul-Lesebuch 1.)
- Lesebuch für die II-VI. Klasse der Volksschule, aus dem Ungar. übersetzt und bearbeitet nach Johann Gáspár. Budapest, 1874-75 (Volksschul-Lesebuch 2-5. 2. kiadás 1882. 3. kiadás 1898. Budapest)
- A szoktatás módszere (Budapest, 1877. Különnyomat a Népnevelők Lapjából)
- A példaadás módszere szülők, tanítók és más emberbarátok számára (Pest, 1877. Különnyomat a Népnevelők Lapjából.)
- Az oktatás módszere. Az ember- és erkölcstan törvényeinek alapján (Pest, 1870)
- Az ápolás módszere. Átnézte és bevezető szóval ellátta Fodor József (Budapest, 1884)
- A testi büntetés a családban és az iskolában (Budapest, 1884. Különnyomat a Nemzeti Nőnevelésből)
- A természettanítás módszere (Budapest)
- A tanító teendője az egy tanítóval biró izraelita népiskolában (Budapest, 1884)
- Társadalmi paedagogia. I. füzet (Különnyomat a Népnevelők Lapjából.)
- Elmélkedések az emberi képességek felett (Budapest, 1888)
- Az életkomolyságra való nevelés (Budapest, 1888)
- A gyermekek iránti szeretet (Budapest, 1889. Különnyomat a Nemzeti Nőnevelésből.)
- A kedély nevelése (Budapest, 1889)
- A Jelképzés mint függelék minden neveléstanhoz. Tanférfiak és más természetbarátok számára (Budapest, 1891)
- Neveljünk munkaszeretetre! A művelt közönség számára (Budapest, 1893)
- A napi sajtó psychologiája és paedagogiája (Budapest, 1893)
- A világnézet és a nevelés feladata (Budapest, 1895)
- Az iskola belső életének szervezete. A II. országos és egyetemes tanügyi kongresszus ülésein tárgyalandó III. tétel (Budapest, 1896. Különnyomat az Izraelita Tanügyi Értesítőből.)
- Híres emberek ismertető jelei és fejlődésük feltételei. Pestalozzi születésének 150. évfordulóján felolvasta a budai tanítóegylet által e nap emlékére rendezett közgyűlésén (Pécs, 1896. Különnyomat a Néptanodából.)
- Állam és iskola, társadalom és iskola (Pécs, 1896)
- A népiskolai tanterv reviziójához (Budapest, 1897)
- A hosszú életre való nevelésről (Budapest, 1897)
- A socialis kérdés és az iskola (Budapest, 1898. Különnyomat az Izraelita Tanügyi Értesítőből.)
- A népiskolai közoktatás törvénye 1868-1898 (Budapest, 1899)
- Az osztatlan iskola tanterv kérdése (Budapest, 1900)

Szerkesztette az izraelita mintaiskola és az országos izraelita tanítóképző-intézet első három értesítőjét (1857-1867-ig).